# Schelhammer Capital Bank
Schelhammer Capital Bank AG ist die Privat- und Investmentbank im Konzern der Grazer Wechselseitigen Versicherung AG (GRAWE). Sie bildet gemeinsam mit der Bank Burgenland die Bankengruppe der GRAWE. Zur GRAWE-Bankengruppe gehören außerdem DADAT Online Brokerage und Vermögensverwaltung, die Plattform, die unabhängige Fondsplattform für Kunden von Vermögensberatern, Bank Burgenland Leasing, GBG Private Markets, Professionell für alternative Investments (z. B. Private Equity), Security KAG, die Kapitalanlagegesellschaft und BK Immo, der Immobilien-Projekt-Entwickler. Hinter dem Konzern sichert ein Verein auf Wechselseitigkeit die Unabhängigkeit.

## Geschichte

### Die Anfänge
Im Jahre 1832 eröffnete der Kaufmann C. M. Perisutti in Wien im „Haus zur alten Mehlgrube“ ein privates Bankhaus, das spätere Bankhaus Schelhammer & Schattera. Zum ersten Kundenstamm gehörten Gewerbetreibende und vermögende Privatleute. Das Wertpapiergeschäft war schon in den ersten Jahrzehnten eine wichtige Geschäftssparte. Zur Finanzierung der großen Vorhaben im Eisenbahnwesen und in der Industrie wurden Anleihen ausgegeben. Im Jahre 1858 übersiedelte das Bankhaus auf den Wiener Stephansplatz 11. Bei der Weltausstellung 1873 war die Bank mit einer Wechselstube vertreten. Während des Wiener Börsenkrach im selben Jahr gehörte die Bank zu dem Viertel der in Wien ansässigen Banken, die auch danach weiterhin ihren Geschäften als Kreditinstitut nachging.
Ott übergab 1876 das Bankhaus an die langjährigen Bankbeamten Carl Schelhammer und dessen Kompagnon Eduard Schattera. Die Firma wurde als Offene Handelsgesellschaft am 14. November 1876 mit dem Firmenwortlaut Schelhammer & Co. beim Handelsgericht Wien protokolliert. Am 27. Juli 1877 wurde der Firmenwortlaut auf Schelhammer & Schattera geändert, der bis 27. September 2021 erhalten blieb. In dieser Zeit entwickelte sich das Unternehmen von einer kleinen Wechselstube zur Universalbank. Einen dominierenden Geschäftszweig bildete das Los- und Wertpapiergeschäft. 1902 traten Wilhelm Simon und Johann Thomas Wancura, Prokuristen des Bankhauses, als offene Gesellschafter ein. Schelhammer verblieb bis zu seinem Ableben 1905 Gesellschafter in der Bank.
1909 übernahm Wancura die Bank als Alleininhaber.  1910 war sie die einzige Bank, die bei der Ersten Internationalen Jagd-Ausstellung Wien 1910 eine Wechselstube betrieb. Die Bank hatte die Generalrepräsentanz der Niederösterreichischen Landes-Versicherungsanstalt übernommen. Um die Jahrhundertwende bot die Bank kombinierte Spar- und Versicherungspläne mit Zusicherung einer monatlichen Rente an. Eine weitere Geschäftssparte bildete die Verwaltung von Stiftungskapitalien, Waisen-, Fideikommiss- und Depositengeldern, wobei man sich von Spekulationsanlagen fernhielt.
Im Jänner 1913 wurde die Österreichische Klassenlotterie eingeführt, zu deren größter Geschäftsstelle die Bank wurde. 1914 wurde infolge der großen Ausweitung der Bankgeschäfte die Buchhaltung von den Kassenräumen getrennt und in das Mezzanin des Hauses Goldschmiedgasse 10 verlegt. Die Kommunikation wurde durch Kassenboten aufrechterhalten. Später wurde eine direkte Telefonverbindung hergestellt. Im Parterre der Goldschmiedgasse wurde eine Safe-Depotanlage errichtet.

### Erweiterung um Wechselstuben
1921 wurde in Penzing an der Grenze zum wohlhabenden Wohnbezirk Hietzing eine Filiale eröffnet, die bis 2020 bestand. 1922 wurde die Lavanttaler Gewerbe- und Handelsbank reg. Gen. mbH, die spätere Capital Bank, gegründet. Die Begleitumstände der Währungsreformen 1924/25 und der Weltwirtschaftskrise der 1930er überstand die Bank nicht unberührt, aber die Schalter blieben offen und keinem Mitarbeiter wurde gekündigt.
Am 10. Februar 1933 wurde im Handelsregister der Name in Bank- und Wechselhaus Schelhammer & Schattera geändert und 1934 erhielt die Bank die Konzession, Wechselstuben in ganz Österreich zu betreiben. Es wurden Wechselstuben am Semmering, in Baden, Salzburg, Kitzbühel und Badgastein errichtet und im Handelsregister als Zweigniederlassungen protokolliert. Wancura vertrat auch die Interessen seines Hauses im Verwaltungsrat der neu gegründeten Österreichischen Casino A. G. (heute Casinos Austria). Johann Thomas Wancura starb am 23. Juni 1939 und sein engster Mitarbeiter Oskar Kühn übernahm die Geschäftsleitung. Die Bank wurde wieder eine Offene Handelsgesellschaft.
Am Ende des Zweiten Weltkriegs brannte am 11./12. April 1945 das Gebäude am Stephansplatz 11 nieder. Oskar Kühn, Karl Philip, Ernst Pieracher und einige wenige Mitarbeiter das Bankhaus begannen wieder aufzubauen. Zu den ersten Aktivitäten gehörte die Bestrebung, Geldmittel für den Wiederaufbau des Stephansdomes zu mobilisieren. Die ersten Wiederaufbaulose wurden noch 1945 ausgegeben. Im Jahr darauf wurde in der Goldschmiedgasse 10 ein provisorisches Geschäftslokal eröffnet. Etwa drei Jahre nach dem Brand war die Buchhaltung rekonstruiert und es konnten wieder Sparbücher anonym eröffnet werden. Im Haus Goldschmiedgasse 3 wurden 1954 neue Räume erworben. Dieser Geschäftssitz ist bis heute erhalten. Das frühere Haus am Stephansplatz konnte aufgrund eines jahrelangen Bauverbots nicht mehr bezogen werden. Im September 1956 wurde die erste Kirchliche Aufbauanleihe zur Zeichnung aufgelegt. 1957 wurde der Verband Katholischer Arbeiter- und Angestelltensparvereine gegründet. Da eigener Wohnraum vor allem für junge Menschen schwer zu beschaffen war, entwickelte das Bankhaus gegen Ende der 1950er Jahre in Zusammenarbeit mit der Katholischen Jugend das sogenannte „Jugendwohnsparen“, vergleichbar mit dem späteren Prämiensparen.

### Ursprünge der „Bank der Kirche“
An fast allen kirchlichen Gebäuden waren die Instandhaltungsarbeiten viele Jahre unterblieben. Große Schäden gab es im und nach dem Krieg durch Beschlagnahme und Kampfhandlungen. Zusätzlich sollten auch im Zuge der Industrialisierung neu entstehenden Siedlungsgebieten kirchliche Einrichtungen errichtet werden. Die Mittel für die notwendigen Arbeiten konnten nur selten aus den laufenden Einnahmen aufgebracht werden. So wurden schon 1950 Überlegungen über die Erstellung eines großzügigen Finanzierungskonzeptes erstellt. Es wurde der Gedanke an eine am Kapitalmarkt aufzulegende österreichische Anleihe entwickelt. Die Äbtekonferenz unterstützte das Projekt gleich, die Bischofskonferenz musste in Einzelgesprächen überzeugt werden. Nach Einlangen der römischen Genehmigung wurde als Rechtsträger am 12. Dezember 1955 die Aktiengesellschaft zur Förderung von wirtschaftlichen Unternehmungen und Bauvorhaben (Förderungs-AG) gegründet. Zu Beginn schufen die Diözesen und Stifte durch Übernahme von Bürgschaften ohne jede Gegenleistung die notwendige Besicherungsgrundlage und Vertrauensbasis und ermöglichten eine von Bedingungen, Hypotheken etc. unabhängige und kostengünstige Darlehensaufnahme.
Im September 1956 wurde unter dem Motto „Die Kirche baut, die Kirche bürgt“ die erste kirchliche Aufbauanleihe aufgelegt. Weitere Anleihen wurden 1957, 1958, 1966, 1969, 1972, 1976 und 1988 aufgelegt. Die erste Anleihe war 1981 vollständig zurückbezahlt und 1996 waren sämtliche Anleihen zurückgeführt. Es wurden mehr als 400 Investitionsvorhaben der katholischen Kirche finanziert. 
Josef Melchart (1926–1996) war als Steuer- und Betriebsberater freiberuflich und bei der Förderungs-AG seit 1956 tätig, zuerst für den technischen Ablauf, dann als Prokurist und später im Vorstand. Die Förderungs-AG beteiligte sich 1959 bei Schelhammer & Schattera, wobei Melchart gleichzeitig als alleiniger Komplementär eingetreten ist. Die Bank fungierte als Clearingstelle für die Anleihen. Melchart war somit prozentuell voll haftender Gesellschafter und Geschäftsführer, was er bis zu seinem Unfalltod blieb. Die Bank wurde den Erfordernissen der Zeit angepasst und neu organisiert. Und notwendige Gesellschafterbeschlüsse werden seitdem einstimmig gefasst. Der bargeldlose Zahlungsverkehr multiplizierte die zu buchenden Kontobewegungen und 1970/71 wurde die Buchhaltung auf Magnetkonten-Computer umgestellt. 1979 erhielt die Bank eine Konzession zur Ausgabe eigener Wertpapiere mit mittlerer Laufzeit. Ab 1981 ergänzte Robert Norden die Geschäftsleitung als Komplementär.

### Fortgang der Bankenentwicklung
Aus dem Wunsch der männlichen Ordensgemeinschaften nach geeigneten Investmentfonds zur Sicherung der Altersversorgung von Ordensangehörigen wurde 1988 die Bankhaus Schelhammer & Schattera Kapitalanlage GmbH gegründet. Im gleichen Jahr beteiligte sich auch die Grazer Wechselseitige Versicherung als Aktionär bei der Capital Bank. 1989 wurde die Security Kapitalanlagegesellschaft gegründet. Der erste nachhaltige Fonds Österreichs „Superior 1, Ethik Renten“ (und über die Landesgrenze hinweg) wurde vom Bankhaus Schelhammer & Schattera aufgelegt. Schelhammer & Schattera bot die erste nachhaltige Vermögensverwaltung „Schelhammer Portfolio dynamisch“ an.
Die Kommanditgesellschaft wurde 1990 in eine Aktiengesellschaft umgewandelt. Den ersten Vorstand bildeten Josef Melchart und Josef Löw. Robert Norden wechselte in den Aufsichtsrat. 1991 eröffnete die Capital Bank eine Filiale in Graz. In diesem Jahr trat die Bank auch in den Verband Österreichischer Banken und Bankiers ein. 1993 wurde eine weitere Filiale der Capital Bank in Salzburg eröffnet und 1995 in Wien. 1995 wurde die Förderungs-AG mit der Bank-AG fusioniert und die Kuratoriumsmitglieder der Gesellschaft bildeten den Beirat der Bank. Nach dem Tod von Melchart wurde unter dem neuen Vorstand das Haus Goldschmiedgasse 5 erworben. Seit den 1990er Jahren werden sogenannte ethisch-nachhaltige Finanzprodukte propagiert. 1997 legte die Schelhammer & Schattera einen nachhaltigen Aktienfonds auf „Superior 4, Ethik Aktien“.
2006 eröffnete die Capital Bank eine weitere Filiale in Kitzbühel. Im Jahr 2008 erfolgte eine Umstrukturierung der Bankentöchter der GRAWE Gruppe zu einer Kreditinstitutsgruppe mit der Hypo Bank Burgenland. 2009 gründete die Capital Bank die zentrale Vermögensverwaltung und startete eine intensive Fremdfondsanalyse und deren Rating als Dienstleistung für Anleger. Ebenso fand in diesem Jahr die Gründung der BK-Immo und Erweiterung der Anlagelösungen um Vorsorgewohnungen und Bauherrenmodelle statt.
2010 eröffnete die Capital Bank eine Filiale in Klagenfurt. Im Jahr 2014 startete die Matching Plattform des Perfekten Beraters. Hier finden Anleger mithilfe eines Algorithmus aus über 50 erfahrenen Private Bankern den Berater, der angeblich am besten zu ihnen und ihren Ansprüchen passt. Die Philanthropie-Beratung startete 2014 mit der Gründung der Gemeinnützigen Stiftung Philanthropie Österreich. Die GRAWE kaufte das Bankhaus Schelhammer & Schattera.

### Teil der GRAWE Bankengruppe
Die im Jänner 2015 vereinbarte Übernahme der Mehrheitsanteile am Bankhaus Schelhammer & Schattera durch die GRAWE Bankengruppe wurde am 9. Juni 2015 mit dem sogenannten „Closing“ abgeschlossen. Die bisher von der Superiorenkonferenz der männlichen Ordensgemeinschaften Österreichs sowie von einigen Orden und kirchlichen Institutionen gehaltenen Aktien gingen auf die GRAWE Bankengruppe über, die aktuell mehr als 86 % der Anteile am Bankhaus Schelhammer & Schattera hält.
Die zentrale Vermögensverwaltung der Capital Bank verwaltete 2016 über 500 Millionen Euro. Im gleichen Jahr wurde auch die Verwaltung der Schelhammer & Schattera Vermögensverwaltungen übernommen. Das Bankhaus Schelhammer & Schattera AG war zu diesem Zeitpunkt ein vollkonsolidiertes Mitglied der Kreditinstitutsgruppe der Bank Burgenland. Seit März 2017 ist die DADAT, eine Direktbankmarke der Bankhaus Schelhammer & Schattera AG, im österreichischen Direktbankmarkt aktiv. 2019 erweiterte die zentrale Vermögensverwaltung ihren Managementansatz im Bereich Aktien auf Global Brands, Emerging Leaders und Global Innovators. 2021 wurde die zentrale Vermögensverwaltung erneut ausgezeichnet. In einem Langzeitvergleich der Prüfinstanz Fuchsbriefe schlug sie die Benchmark aus ETF. Die zentrale Vermögensverwaltung verwaltet über 750 Millionen Euro. Schelhammer & Schattera fusionierten mit der Capital Bank zur Schelhammer Capital Bank AG.

## Geschäftsfelder
Zu den Geschäftsfeldern gehören die Vermögensverwaltung, Vermögensberatung: Fonds, Immobilien, Gold, Private Equity, Vermögensmanagement, Family Office: Alternative Investments, Private Equity, Philanthropie Beratung, Wertpapierfinanzierung, Immobilienfinanzierung, Green Finance und Nachhaltiges Finanzieren.

### DADAT
Die DADAT ist eine Marke der Schelhammer Capital Bank AG und tritt in der Außenkommunikation als Direktbank auf. Zusätzlich zum Privatkundengeschäft ist die DADAT auch Partner für konzessionierte Wertpapierfirmen und Wertpapierdienstleistungsunternehmen, die eine Abwicklungsplattform bzw. Depotbank benötigen.

### Die Plattform
Die Plattform ist eine Marke und die Fondsplattform der Schelhammer Capital Bank AG. Sie ist spezialisiert auf die Zusammenarbeit mit Wertpapierfirmen und Wertpapierdienstleistungsunternehmen. Anfangs noch als Abteilung „Fondsbetreuung“ in der Capital Bank geführt, startete im April 2004 den Service „DIE PLATTFORM“ für Kunden von unabhängigen Vermögensberatern zur vereinfachte Abwicklung von Wertpapieraufträgen. Im Dezember 2008 existierten fast 100.000 Depots mit einem Depotvolumen von über 2 Mrd. Euro.